# Phêrô Matsuoka Magoshirō
Peter Magoshiro Matsuoka (1887 - 1980) là một Giám mục người Nhật Bản của Giáo hội Công giáo Rôma. Ông nguyên là Giám mục chính tòa Giáo phận Nagoya. Trước đó, ông còn đảm trách nhiều nhiệm vụ khác như Giám mục phủ doãn Tông Tòa Hạt Đại diện Tông tòa Nagoya và Hạt Phủ doãn Tông Tòa Niigata. Ông cũng là một nghị phụ tham dự đầy đủ 4 giai đoạn của Công đồng Vatcian II (1962 - 1965).

## Tiểu sử
Giám mục Peter Magoshiro Matsuoka sinh ngày 21 tháng 3 năm 1887 tại Urakami, thuộc Nhật Bản. Sau quá trình tu học dài hạn tại các cơ sở chủng viện theo quy định của Giáo luật, ngày 10 tháng 2 năm 1918, Phó tế Mátuoka, 31 tuổi, tiến đến việc được truyền chức linh mục. Từ năm 1941, linh mục Matsuoka giữ trọng trách Phủ doãn Tông Tòa Hạt Phủ doãn Tông Tòa Niigata và Hạt Phủ doãn Tông Tòa Nagoya. Đến năm 1953, thì ông thôi chức vụ tại Niigata.
Sau 40 năm thực hiện các tac vụ của một linh mục, với 20 năm là người đứng đầu các hạt phủ doãn, trong vai trò là một Phủ doãn Tông Tòa, ngày 16 tháng 4 năm 1962, Hạt Phủ doãn Tông Tòa Nagoya được nâng cấp làm Giáo phận Nagoya. Tòa Thánh cũng thông báo tin về việc Giáo hoàng cũng chọn Phủ doãn Tông Tòa Peter Magoshiro Matsuoka, 75 tuổi, làm Giám mục, với cụ thể chức vị là Giám mục chính tòa Tiên khởi Giáo phận Nagoya. Lễ tấn phong cho vị tân giám mục lớn tuổi được cử hành sau đó vào ngày 3 tháng 6 cùng năm, và phần nghi lễ truyền chức được cử hành bởi 3 giáo sĩ cấp cao. Chủ phong cho vị giám mục tân cử là Domenico Enrici, Quyền Sứ thần Tòa Thánh tại Nhật Bản. Hai vị còn lại với vai trò phụ phong là Tổng giám mục Paul Aijirô Yamaguchi, Tổng giám mục Tổng giáo phận Nagasaki và Giám mục Paul Yoshigoro Taguchi, Giám mục chính tòa Giáo phận Osaka. Sau khi tấn phong, giám mục Matsuoka cũng tham dự Công đồng Vatican II, đầy đủ trong 4 giai đoạn kéo dài từ 1962 - 1965, với vai trò là một nghị phụ.
Ngày 26 tháng 6 năm 1969, Tòa Thánh chấp thuận đơn xin về hưu của ông, đồng thời bổ nhiệm cho ông danh hiệu Giám mục Hiệu tòa Belali. Tuy nhiên, ông cũng từ nhiệm danh xưng này không lâu sau đó vào ngày 4 tháng 2 năm 1971.
Giám mục Peter Magoshiro Matsuoka qua đời ngày 6 tháng 8 năm 1980, thọ 93 tuổi.